# Darebin City
Darebin City is een Local Government Area (LGA) in Australië in de staat Victoria. Darebin City telt 129.114 inwoners. De hoofdplaats is Preston.